# Bennett (DJ)
Bennett (* 1997 oder 1998 in Koblenz), Eigenschreibweise BENNETT, ist ein deutscher Musikproduzent und DJ.

## Leben
Bennett begann 2015, als er sich einen DJ-Controller kaufte und mit diesem übte. Seine ersten Songs entstanden als Experimente und er begann im Freundeskreis in Koblenz aufzulegen. Mit 18 legte er erstmals in einem Club auf. Er wurde anschließend Resident-DJ und trat in zahlreichen weiteren Clubs auf.
Der Durchbruch gelang ihm 2023 mit einem Techno-Remix des Songs Vois sur ton chemin aus dem Film Die Kinder des Monsieur Mathieu von 2004. Das Original besteht aus choralen Kindergesängen und stammt von Bruno Coulais. Bennett unterlegte es mit treibenden Beats. Sein TikTok-Video erreichte 4,5 Millionen Views und führte zu mehr als 7.000 Kreationen. Der Song wurde von Dimitri Vegas, Michelon, Lumix, VCL und Michael Armani ins Programm aufgenommen und unter anderem auf dem Tomorrowland präsentiert. Der Song erreichte Platz eins der deutschen Singlecharts sowie Top-5-Platzierungen in den Schweizer und den österreichischen Charts.

## Diskografie
Singles
- 2021: Faster and Faster
- 2022: Amphetamin (Remix)
- 2022: Mission One
- 2023: Vois sur ton chemin (Techno Mix)
- 2024: Dernière danse  (Techno Mix) (mit Indila)
- 2024: Lullaby (#13 der deutschen Single-Trend-Charts am 12. Juli 2024[5])
- 2024: Mamma Mia (Techno Mix) (mit Mentissa)

## Preise
1 Live Krone
- 2023: in der Kategorie „Bester Dance Song“ (Vois sur ton chemin (Techno-Remix))[6]

## Auszeichnungen für Musikverkäufe
| Goldene Schallplatte - Dänemark - 2024: für die Single Vois sur ton chemin (Techno Mix) - Portugal - 2024: für die Single Vois sur ton chemin (Techno Mix) Platin-Schallplatte - Belgien - 2024: für die Single Vois sur ton chemin (Techno Mix) - Italien - 2024: für die Single Vois sur ton chemin (Techno Mix) - Niederlande - 2024: für die Single Vois sur ton chemin (Techno Mix) - Polen - 2024: für die Single Vois sur ton chemin (Techno Mix) | 2× Platin-Schallplatte - Spanien - 2025: für die Single Vois sur ton chemin (Techno Mix) - Ungarn - 2024: für die Single Vois sur ton chemin (Techno Mix) Diamantene Schallplatte - Frankreich - 2024: für die Single Vois sur ton chemin (Techno Mix) |

Anmerkung: Auszeichnungen in Ländern aus den Charttabellen bzw. Chartboxen sind in ebendiesen zu finden.
| Land/RegionAuszeichnungen für Musikverkäufe (Land/Region, Auszeichnungen, Verkäufe, Quellen) | Gold     | Platin       | Diamant  | Verkäufe | Quellen             |
| -------------------------------------------------------------------------------------------- | -------- | ------------ | -------- | -------- | ------------------- |
| Belgien (BRMA)                                                                               | —        | Platin1      | —        | 40.000   | Einzelnachweise     |
| Dänemark (IFPI)                                                                              | Gold1    | —            | —        | 45.000   | ifpi.dk             |
| Deutschland (BVMI)                                                                           | Gold1    | Platin1      | —        | 900.000  | musikindustrie.de   |
| Frankreich (SNEP)                                                                            | —        | —            | Diamant1 | 333.333  | snepmusique.com     |
| Italien (FIMI)                                                                               | —        | Platin1      | —        | 100.000  | fimi.it             |
| Niederlande (NVPI)                                                                           | —        | Platin1      | —        | 90.000   | nvpi.nl             |
| Österreich (IFPI)                                                                            | —        | 2× Platin2   | —        | 60.000   | ifpi.at             |
| Polen (ZPAV)                                                                                 | —        | Platin1      | —        | 50.000   | olis.pl             |
| Portugal (AFP)                                                                               | Gold1    | —            | —        | 5.000    | Einzelnachweise     |
| Schweiz (IFPI)                                                                               | —        | 2× Platin2   | —        | 60.000   | hitparade.ch        |
| Spanien (Promusicae)                                                                         | —        | 2× Platin2   | —        | 120.000  | elportaldemusica.es |
| Ungarn (MAHASZ)                                                                              | —        | 2× Platin2   | —        | 8.000    | Einzelnachweise     |
| Insgesamt                                                                                    | 3× Gold3 | 13× Platin13 | Diamant1 |          |                     |